# Jan Bicker
Jan Gerritsz. Bicker (1591-1653) was een telg uit de familie Bicker, een invloedrijk Amsterdams regentengeslacht. Deze zoon van Gerrit Bicker was scheepsbouwer en koopman te Amsterdam, en dreef handel op de Levant. Jan Bicker was stadskeurmeester van het touwwerk en in 1647 werd hij schepen. Zijn broers Cornelis en Andries Bicker waren invloedrijke kooplieden en burgemeesters van de stad. Zijn oudere broer Jacob was heer van Engelenburg. Toen stadhouder Willem II in 1650 een aanval op de stad deed, wilde hij dat de Bickers vrijwillig afstand zouden doen van hun zetel. De broers waren nooit tegelijkertijd burgemeester, maar ze hadden afspraken gemaakt over een bondgenootschap, de zogenaamde Bickerse ligue. Nadat Willem II nog in datzelfde jaar was overleden, herkregen de Bickers hun zetel. Toen Andries was overleden, verkreeg Jan de burgemeesterszetel, maar niet voor lang.
Bicker was getrouwd met Agneta de Graeff van Polsbroek, een zuster van Cornelis de Graeff. Uit dit huwelijk werden onder aantal dochters geboren, o.a. Wendela, Cornelia en Jacoba. Wendela huwde met Johan de Witt en Cornelia met haar volle neef Gerard Bicker (die later voor de kinderen van zijn schoonzus Wendela zou zorgen). Jacoba was de echtgenote van haar neef Pieter de Graeff. De Bickers waren staatsgezind en tegenstanders van de Oranjes. Jan Bickers schoonzoon, de invloedrijke raadpensionaris De Witt heeft de landspolitiek bepaald gedurende het Eerste Stadhouderloze Tijdperk van 1650-1672. Diverse eigendommen van Jan Bicker, onder andere het landhuis 'De Eult' in Baarn, kwamen uiteindelijk in handen van de Oranjes. De Eult is destijds afgebroken omdat het in de zichtlijn lag.
Jan Bicker was voor die tijd een welgesteld man. Behalve in Baarn had hij ook in Beverwijk buitenhuizen: Akerendam (1637) en Duynwijck. Binnen de stad Amsterdam had Jan Bicker een eiland in eigendom, het Bickerseiland. Hij kocht het eiland in 1631 en liet er een enorm huis met een hoge toren bouwen zodat hij zijn schepen kon zien aankomen.

Stamwapen van de Bickers